# Chrysobothris humilis
Chrysobothris humilis är en skalbaggsart som beskrevs av Horn 1886. Chrysobothris humilis ingår i släktet Chrysobothris och familjen praktbaggar. Inga underarter finns listade i Catalogue of Life.